# Hermann Soyaux
Hermann Soyaux (Breslau, 4 de enero de 1852-1928) fue un botánico y explorador alemán, que exploró la flora de Gabón y la brasileña.
Primero trabajó en jardines botánicos, y luego después estudió botánica en Berlín. Con el apoyo de la Fundación del África alemana se unió a la expedición de Paul Güßfeldt al reino de Loango. Por ese motivo, viajó en 1873 al África Occidental, donde llega a Tschinschoscho (Loango, en el territorio de la actual Cabinda) junto con Güßfeldt, Julius Falkenstein y el geógrafo Eduard Pechuel-Loesche. En 1875 recibió la orden de acudir a Angola, donde se reunió con Paul Pogge.
Tras el final de la expedición , Soyaux regresó a Europa y publicó Der verlorene Weltteil (El continente perdido) (Berlín 1876) y de Aus Westafrika (África Occidental), en dos tomos, Leipzig, 1879.
En 1879, Soyaux viajó a Gabón (Libreville) en el oeste de África como empleado de la empresa comercial Woermann de Hamburgo y estableció una plantación de café. En 1885 regresó a Alemania y trabajó para la Deutschen Kolonialverein en Berlín y escribió Deutsche Arbeit in Afrika (Obras alemanas en África), Leipzig, 1888.
En 1888 fue enviado a Brasil como representante de la Siedlungsgesellschaft Herman, donde dirigió la colonia de Bom Retiro en Río Grande do Sul. Después se trasladó a Porto Alegre, donde en 1904 cofundó el Centro Econômico do Río Grande do Sul.

## Honores

### Epónimos
- (Medusandraceae) Soyauxia Oliv.[1]

- La abreviatura «Soyaux» se emplea para indicar a Hermann Soyaux como autoridad en la descripción y clasificación científica de los vegetales.[2]